# Кембридж (Іллінойс)
Кембридж (англ. Cambridge) — селище (англ. village) в США, в окрузі Генрі штату Іллінойс. Населення — 2086 осіб (2020).

## Географія
Кембридж розташований за координатами 41°17′32″ пн. ш. 90°11′23″ зх. д. / 41.29222° пн. ш. 90.18972° зх. д. (41.292313, -90.189685).  За даними Бюро перепису населення США в 2010 році селище мало площу 5,59 км², з яких 5,55 км² — суходіл та 0,04 км² — водойми. В 2017 році площа становила 5,17 км², з яких 5,13 км² — суходіл та 0,04 км² — водойми.

## Демографія
Згідно з переписом 2010 року, у селищі мешкало 2160 осіб у 839 домогосподарствах у складі 577 родин. Густота населення становила 387 осіб/км².  Було 920 помешкань (165/км²).
Расовий склад населення:
| - 96,2 % — білих - 1,6 % — чорних або афроамериканців - 0,6 % — азіатів - 0,3 % — корінних американців |

До двох чи більше рас належало 1,2 %. Частка іспаномовних становила 2,1 % від усіх жителів.
За віковим діапазоном населення розподілялося таким чином: 24,0 % — особи молодші 18 років, 61,2 % — особи у віці 18—64 років, 14,8 % — особи у віці 65 років та старші. Медіана віку мешканця становила 38,6 року. На 100 осіб жіночої статі у селищі припадало 102,8 чоловіків;  на 100 жінок у віці від 18 років та старших — 103,3 чоловіків також старших 18 років.
Середній дохід на одне домашнє господарство  становив 61 079 доларів США (медіана — 54 821), а середній дохід на одну сім'ю — 71 098 доларів (медіана — 66 429). Медіана доходів становила 50 625 доларів для чоловіків та 34 375 доларів для жінок. За межею бідності перебувало 8,1 % осіб, у тому числі 8,3 % дітей у віці до 18 років та 0,0 % осіб у віці 65 років та старших.
Цивільне працевлаштоване населення становило 1032 особи. Основні галузі зайнятості: освіта, охорона здоров'я та соціальна допомога — 19,5 %, виробництво — 16,3 %, роздрібна торгівля — 11,4 %, транспорт — 10,1 %.